# Trypetisoma costatum
Trypetisoma costatum är en tvåvingeart som först beskrevs av Harrison 1959.  Trypetisoma costatum ingår i släktet Trypetisoma och familjen lövflugor. Inga underarter finns listade i Catalogue of Life.